# Конкино
Ко́нкино (рос. Конкино) — село у складі Красночикойського району Забайкальського краю, Росія. Адміністративний центр та єдиний населений пункт Конкинського сільського поселення.

## Населення
Населення — 260 осіб (2010; 357 у 2002).
Національний склад (станом на 2002 рік):
- росіяни — 100 %